# Parafia św. Jozafata Kuncewicza w Piasecznie
Parafia św. Jozafata Kuncewicza w Piasecznie – parafia greckokatolicka w Piasecznie, w dekanacie warszawsko-łódzkim archieparchii przemysko-warszawskiej. Nie posiada własnej świątyni, korzysta z rzymskokatolickiego kościoła św. Anny, będącego również siedzibą parafii rzymskokatolickiej. Została powołana 1 sierpnia 2016 roku.